# Воган, Джон, 3-й граф Лисбёрн
Джон Воган, 3-й граф Лисбёрн (англ. John Vaughan, 3rd Earl of Lisburne; 3 мая 1769 — 18 мая 1831) — британский пэр, военный и политик. Он был известен как Достопочтенный Джон Воган с 1769 по 1820 год.

## Происхождение и военная карьера
Родился 3 мая 1769 года. Единственный сын Уилмота Вогана, 1-го графа Лисбёрна (1728—1800), и его второй жены Дороти Шафто (? — 1805).
Вначале служил в британской армии, в 1795 году в чине капитана перешел из 87-го пехотного полка в 58-й пехотный полк. В 1796 году он получил чин майора, а затем в был произведен в подполковники. В 1800 году он получил чин полковника.

## Политическая карьера
В 1795 году Джон Воган пытался избраться в Палату общин Великобритании от Бервика, но отказался от участия, когда столкнулся с конкуренцией, которую семья не могла себе позволить. В 1796 году его отец уступил своё место в Палате общин от Кардиганшира своему союзнику Томасу Джонсу . В том же 1796 году Джон Воган был избран в Палату общин от округа Кардиган. В 1812 году на новых парламентских выборах Джон Воган одержал победу над своим конкурентом Гербертом Эвансом из Хигмида. В конце своей карьеры Джон Воган оказался в долгах. На парламентских выборах 1818 года отказался от своей участия, но не смог добиться пост лорда-лейтенанта Кардиганшира.
6 мая 1820 года после смерти своего сумасшедшего старшего брата, Уилмота Вогана, 2-го графа Лисбёрна (1755—1820), Джон Воган унаследовал титулы 3-го графа Лисбёрна в графстве Антрим, 6-го виконта Лисбёрна в графстве Антрим и 6-го барона Фетарда в графстве Типперэри.

## Личная жизнь
2 августа 1798 года лорд Лисбёрн женился на достопочтенной Люси Кортни (13 июня 1770 — 27 января 1822), дочери Уильяма Кортни, 2-го виконта Кортни, и Фрэнсис Клак. У супругов было шестеро детей:
- Леди Люси Харриет Воган (? — 29 марта 1867)
- Джон Уилмот Кортни Воган (4 мая 1799 — 8 февраля 1818)
- Эрнест Огастес Воган, 4-й граф Лисбёрн (30 октября 1800 — 8 ноября 1873), второй сын и преемник отца.
- Достопочтенный Джордж Лоуренс Воган (8 февраля 1802 — 19 августа 1879)
- Достопочтенный Джон Шафто Воган (род. 31 октября 1803)
- Достопочтенный Уильям Малет Воган (18 мая 1807 — 13 декабря 1867).

Лорд Лисбёрн скончался в мае 1831 года в возрасте 62 лет, и его титулы унаследовал его сын Эрнест.